# Автошляхи Ісландії

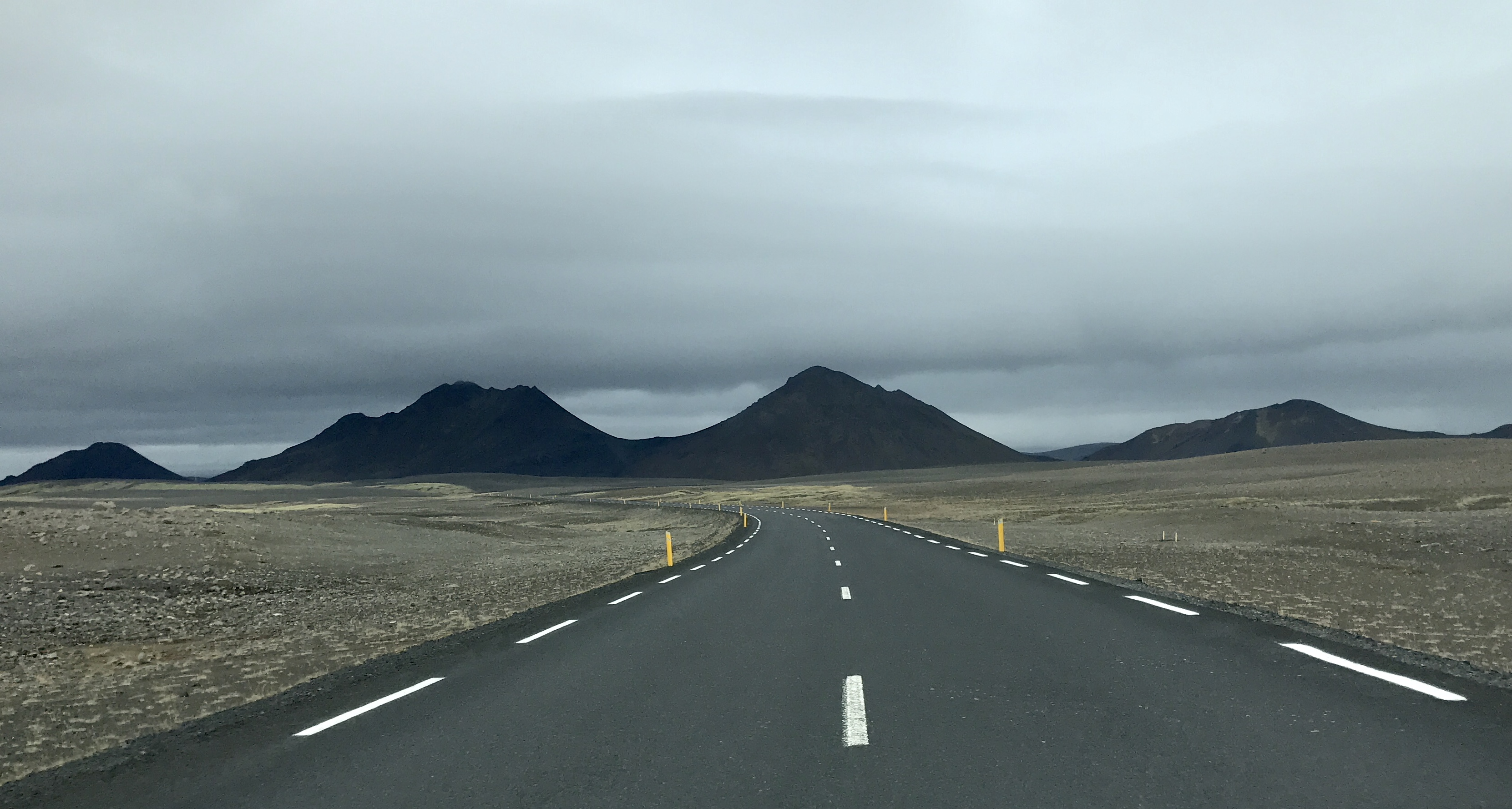
Головна дорога Ісландії, муніципалітет Fljótsdalshérað

Автошляхи Ісландії — мережа автомобільних доріг на території Ісландії, яка з'єднує міські та сільські населені пункти, летовища, порти, поромні переправи та туристичні принади країни. Мережа автошляхів Ісландії поділяється на національні, міські, публічні та приватні дороги. Головним автошляхом Ісландії є Кільцева дорога національного значення — Þjóðvegur 1 або Hringvegur. Станом на 2017 р. загальна довжина автошляхів Ісландії складає 12,901 км. Будівництвом та обслуговуванням доріг Ісландії займається державне підприємство Vegagerðin.

## Категорії доріг
Публічні автошляхи Ісландії категоризуються на:
- головні дороги (Stofnvegur);
- головні високогірні дороги;
- другорядні дороги (Tengivegur);
- дороги для місцевого доступу (Héraðsvegur);
- високогірні дороги (Landsvegur).